# قانقرمة (غرغان بوي)
قانقرمة (بالفارسية: قانقرمه) هي قرية تقع في إيران في قسم غرغان بوي الريفي. يقدر عدد سكانها بـ 1,662 نسمة .